# Allan Guthrie
Pour les articles homonymes, voir Guthrie.
Allan Guthrie est un agent littéraire, éditeur et écrivain écossais né dans les Orcades le 5 juin 1965 .
C'est l'un des auteurs de la mouvance tartan noir.
Ses romans, univers glauque, violence, se rapprochent de la noirceur de Jim Thompson.

## Biographie
Né à dans les Orcades, à l'extrême nord de l'Écosse, il y passe son enfance, mais devenu adulte il déménage et s'établit à Édimbourg.

## Œuvre

### Romans
- Two-Way Split (2004) Fifty-fifty, traduit par Freddy Michalski, Paris, Éditions du Masque, coll. « Grand format », 2009, 309 p.  (ISBN 978-2702434062)[1]
- Kiss Her Goodbye (2005) Baiser d'adieu, traduit par Freddy Michalski, Paris, Éditions du Masque, coll. « Grand format », 2010, 351 p.  (ISBN 978-2702434079)
- Hard Man (2007)
- Savage Night (2008)
- Slammer (2009)

### Courts romans (novellas)
- Kill Clock (2007)
- Killing Mum (2009)
- Bye Bye Baby (2010)

## Récompenses
- Theakston's Old Peculier Crime Novel of the Year Award (2007) pour : Two-Way Split (Fifty-fifty)[2]